# Маний Ацилий Глабрион (консул 152 г.)
Вижте пояснителната страница за други личности с името Маний Ацилий Глабрион.
Маний Ацилий Глабрион Гней Корнелий Север (на латински: Manius Acilius Glabrio Gnaeus Cornelius Severus) e политик и сенатор на Римската империя през 2 век.
Глабрион е роден вероятно като Гней Корнелий Север и е осиновен от Маний Ацилий Глабрион (консул 124 г.) или взема първата част на името си от майка си. Той е баща на Маний Ацилий Глабрион (суфектконсул 173 г. и консул 186 г.).
Първо е легат на провинцията Крета и Кирена и в началото на 40-те години е легат, вероятно при баща си, в Африка; след това той е квестор, претор и народен трибун. През 152 г. Глабрион е консул заедно с Марк Валерий Хомул. Между 164 и 167 г. той е легат на провинция Азия.